# Віллімантік (Мен)
Віллімантік (англ. Willimantic) — місто (англ. town) в США, в окрузі Піскатаквіс штату Мен. Населення — 134 особи (2020).

## Демографія
Згідно з переписом 2010 року, у місті мешкало 150 осіб у 69 домогосподарствах у складі 43 родин. Було 298 помешкань
Расовий склад населення:
| - 98,0 % — білих - 1,3 % — корінних американців |

До двох чи більше рас належало 0,7 %. Частка іспаномовних становила 0,0 % від усіх жителів.
За віковим діапазоном населення розподілялося таким чином: 17,3 % — особи молодші 18 років, 60,0 % — особи у віці 18—64 років, 22,7 % — особи у віці 65 років та старші. Медіана віку мешканця становила 52,0 року. На 100 осіб жіночої статі у місті припадало 97,4 чоловіків;  на 100 жінок у віці від 18 років та старших — 103,3 чоловіків також старших 18 років.
Середній дохід на одне домашнє господарство  становив 38 574 долари США (медіана — 36 000), а середній дохід на одну сім'ю — 47 648 доларів (медіана — 40 625). Медіана доходів становила 46 250 доларів для чоловіків та 27 083 долари для жінок. За межею бідності перебувало 8,0 % осіб, у тому числі 0,0 % дітей у віці до 18 років та 5,0 % осіб у віці 65 років та старших.
Цивільне працевлаштоване населення становило 30 осіб. Основні галузі зайнятості: виробництво — 30,0 %, освіта, охорона здоров'я та соціальна допомога — 23,3 %, публічна адміністрація — 13,3 %, сільське господарство, лісництво, риболовля — 13,3 %.